# Украинская инженерно-педагогическая академия
Учебно-научный институт «Украинская инженерно-педагогическая академия» Харьковского национального университета им. В. Н. Каразина (укр. Навчально-науковий інститут «Українська інженерно-педагогічна академія» Харківського національного університету ім. В.Н. Каразіна) — структурное подразделение ХНУ им. Каразина по инженерно-педагогическому образованию.
В 1958—1990 — Украинский заочный политехнический институт (УЗПИ), с 1990 по 1994 — Харьковский инженерно-педагогический институт (ХИПИ). С февраля 2024 года является частью ХНУ им. Каразина.

## История
- 24 января 1958 г. была основана Украинская инженерно-педагогическая академия как Украинский заочный политехнический институт (УЗПИ).
- 1990 г. — УЗПИ преобразован в Харьковский инженерно-педагогический институт (ХИПИ).
- 1994 г. — академия получила IV аккредитационный уровень и статус Украинской инженерно-педагогической академии (УИПА).

Главным заданием основанного Украинского заочного политехнического института была подготовка инженерных кадров для развивающейся после войны промышленности Украины. Сперва обучение проводилось только на заочной форме. В 1966 г. была открыта подготовка по дневной форме обучения.
Находится в здании дворца генерал-губернатора (затем здание университета) и смежных с ним зданиях на ул. Университетской.
В 1999 году УИПА получила лицензию на обучение иностранных граждан. В 2000 году был создан Центр подготовки иностранных граждан по системе Международного общества инженерной-педагогики IGIP.
Вследствие начала войны на Донбассе в 2014 году были потеряны учебные мощности обособленного структурного подразделения «Стахановский учебно-научный институт горных и образовательных технологий» (г. Стаханов Луганской обл.), соискатели и работники института были переведены в базовое учреждение в г. Харьков (приказ МОНУ от 10.12.2014 года № 1456 «Об организации образовательного процесса в обособленном структурном подразделении „Стахановский учебно-научный институт горных и образовательных технологий“ Украинской инженерно-педагогической академии»).
В 2021 году была проведена реорганизация Харьковского торгово-экономического института Киевского национального торгово-экономического университета путем присоединения к УИПА как структурному подразделению (приказ МОНУ от 18.06.2021 года № 688 «О некоторых вопросах деятельности учреждения высшего образования»). Это дало возможность усилить специальности экономического, торгового и предпринимательского профиля.
В 2022 году в результате вторжения России в город Харьков было временно (до завершения действия военного положения) перемещено из городов Бахмут и Славянск Донецкой области территориально обособленное структурное подразделение Учебно-научный профессионально-педагогический институт, который сейчас качественно осуществляет образовательный процесс, используя учебно-материальную базу как эвакуированную, так и базовую в г. Харьков. Харьков (приказ МОНУ от 20.04.2022 года № 355 «О временном перемещении Учебно-научного профессионально-педагогического института Украинской инженерно-педагогической академии»).
13 февраля 2024 г. Кабинет Министров Украины принял распоряжение «О реорганизации Украинской инженерно-педагогической академии» (УИПА), которое предусматривает присоединение академии к Харьковскому национальному университету имени В. Н. Каразина.

## Общая информация
Общее количество научно-педагогических работников в Украинской инженерно-педагогической академии г. Харьков составляет 209 человек, из которых 176 человек работают по основному месту работы, из которых 135 человек имеют научную степень и/или ученое звание. Доля научно-педагогических работников, имеющих ученую степень и/или ученое звание и работающих в УИПА по основному месту работы, составляет 78 %. Сертификат по иностранному языку на уровне B2 или выше имеют 30 % преподавателей.
Здесь учатся около 4600 студентом. 13 кафедр обеспечивают обучение студентов по гуманитарным, фундаментальным, общеинженерным и специальным дисциплинам, являясь центрами учебной, методической и научно-исследовательской работ.
Студенты, приехавшие из других регионов Украины, обеспечиваются общежитием.

## Корпуса и кампусы
Университетский кампус:
- главный корпус — размещен ректорат академии и администрация;
- 1 корпус — размещена кафедра информационных компьютерных технологий и математики;
- 2 корпус — размещены кафедра инновационных технологий; научная библиотека и читальный зал;
- 3 корпус — размещены спортивный и тренажерный залы;
- стадион;
- 3 общежития.

## Кафедры
- Кафедра автоматизации, метрологии и энергоэффективных технологий
- Кафедра электротехники и электроэнергетики
- Кафедра иноязычной подготовки, европейской интеграции и международного сотрудничества
- Кафедра машиностроения, транспорта и сварки
- Кафедра информационных компьютерных технологий и математики
- Кафедра пищевых технологий, легкой промышленности и дизайна
- Кафедра ресторанного, гостиничного и туристического бизнеса
- Кафедра педагогики, методики и менеджмента образования
- Кафедра практической психологии
- Кафедра экономики и менеджмента
- Кафедра современных оздоровительных технологий
- Кафедра краеведческо-туристической работы, социальных и гуманитарных наук
- Кафедра маркетинга и торгового предпринимательства

## Сборники научных трудов
- Проблемы инженерно-педагогического образования
- Машиностроение
- Адаптивное управление: теория и практика (Серия «Экономика» и Серия «Педагогика»)

## Почётные доктора и выпускники
- Мостовой П. И. — министр, Глава Госкомитета материальных ресурсов УССР;
- Ефремов В. П. — министр связи УССР;
- Тополов В. С. — министр угольной промышленности УССР;
- Потапов В. И. — депутат Верховной Рады Украины;
- Рева Д. А. — депутат Верховной Рады Украины;
- Ярмоленко П. А. — председатель специализированного Совета по защите кандидатских диссертаций при Харьковском государственном педагогическом институте им. Г. С. Сковороды (ныне Харьковском национальном педагогическом университете им. Г. С. Сковороды), профессор, доктор педагогических наук.

## Награды и репутация
- Рейтинг университетов Украины «Топ-200 Украина» 2023 г. — 117 место;
- Рейтинг официального издания МОНМС «Образование Украины» 2012 г. — глобальный критерий рейтинга (IPI) в группе педагогических, гуманитарных, физического воспитания и спорта ВУЗов — 0,895;
- Рейтинг газеты «Сегодня» 2012 г. — 10 место среди ВУЗов с лучшей подготовкой по инженерно-техническим специальностям, IT-специальностям, по экономической подготовке.
- «Webometrics Ranking of World Universities» — среди ВУЗов Украины 162 место, у мире 14195 место (2023 г.)

## Известные учёные академии
- Нестеров А. П. — член-корреспондент АН СССР.
- Андреев Г. Я. — основатель школы сборки с термовоздействием.
- Давыдов Б. Л. — лауреат Государственной премии СССР.
- Литвин О. Н. — лауреат Государственной премии Украины.
- Арпентьев, Борис Михайлович — ученый в области сборки и качества в машиностроении.
- Ярмоленко, Павел Андреевич — профессор, доктор педагогических наук, научный руководитель проекта политехнического центра Дзержинского района г. Харькова, отмеченного премией Ленинского комсомола (1975).
- Малицкий, Игорь Федорович — ученый в области тепловой сборки и разборки в машиностроении, антифашистский деятель. Почетный гражданин города Харькова 2017[3].
- Светлана Петровна Бочарова — профессор, доктор педагогических наук, заведующий кафедры психологии (1989—2012; до смерти)[4]. В память об учёном учреждены «Бочаровские чтения».